# Melody Fair / In the Morning
A Melody Fair a Bee Gees egyik kislemeze. 500 ezer példány kelt el belőle.

## Közreműködők
- Barry Gibb – ének, gitár
- Maurice Gibb – ének,  gitár, zongora, orgona, basszusgitár
- Robin Gibb – ének
- Vince Melouney – gitár (Melody Fair)
- Colin Petersen – dob (Melody Fair)
- Geoff Bridgeford – dob
- stúdiózenekar Bill Shepherd vezényletével

## A lemez dalai
- Melody Fair (Barry, Robin és Maurice Gibb)  (1968), stereo 3:48, ének: Barry Gibb, Maurice Gibb
- In the Morning (Morning of My Life)  (Barry Gibb)  (1970), stereo 3:52, ének: Barry Gibb

## Top 10 helyezés
- Japán:  #3.

## A kislemez megjelenése országonként
- Egyesült Királyság Polydor 2058 143
- Venezuela  Polydor 3-070